# Cyphopisthes wallacei
Cyphopisthes wallacei är en skalbaggsart som beskrevs av Francis Polkinghorne Pascoe 1860. Cyphopisthes wallacei ingår i släktet Cyphopisthes och familjen Hybosoridae. Inga underarter finns listade i Catalogue of Life.